# Jamaicaara
Jamaicaara (Ara gossei) är en hypotetisk förhistorisk utdöd fågel i familjen västpapegojor inom ordningen papegojfåglar. Den tros tidigare ha förekommit på Jamaica.
Det enda exemplaret sköts på Jamaica 1765 och ska senare ha setts av en Dr. Robertson när den var uppstoppad. Detta exemplar är numera förlorat. Robertson skickade en beskrivning till Philip Henry Gosse som publicerade en egen 1847:
Inre delen av övernäbben svart; yttre delen askfärgad; undernäbben svart med endast spetsen askfärgad; panna, hjässa och nacke starkt gula; sidan av ansiktet, runt ögonen och halsen samt rygg fint scharlakansfärgad; vingtäckare och bröst djupt blodröd; lillvinge och handpennor elegant ljusblå. Ben och fötter sägs vara svarta; stjärten blandat gul och röd.

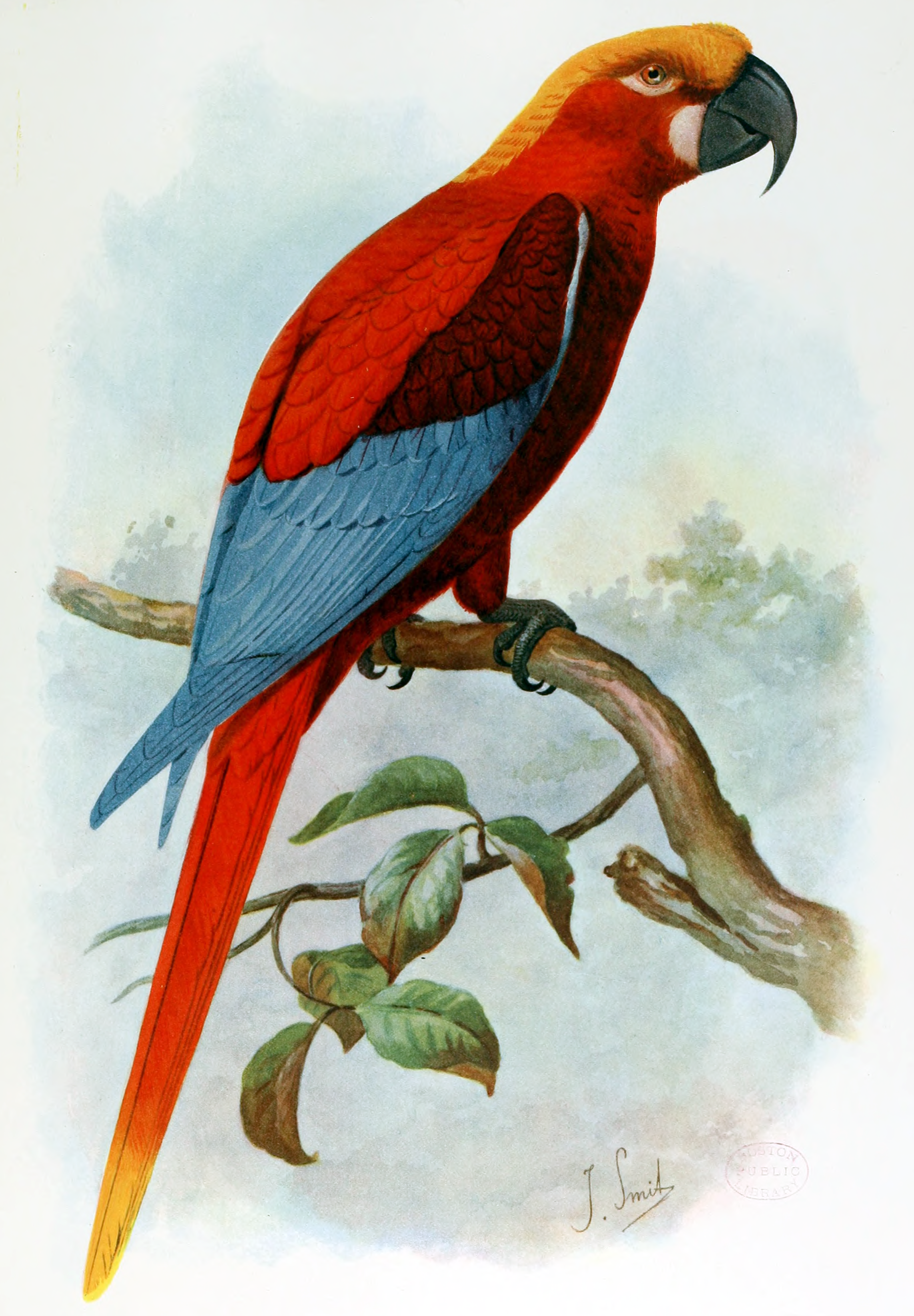
Jamaicaarans förmodade utseende tecknat av Joseph Smit, 1907

Robertson konstaterar att fågeln aldrig hade setts förr och att den var väldigt annorlunda från någon ara han någonsin sett. En illustration från 1765 tros gälla denna fågel, men det har också föreslagits att det kan röra sig om en importerad kubaara. Naturforskare på 1800-talet ansågs vara identisk med kubaara, men gavs ändå sitt vetenskapliga namn av Rothschild 1905.
Från och med 2014 erkänner Birdlife International och IUCN inte längre jamaicaaran som giltig art, baserat på Wiley & Kirwan (2013). Wiley & Kirwan konstaterar dock att Ara gossei är den av de hypotetiska arorna i Västindien som det finns starkast bevis för att den faktiskt existerade.